# 남원 실상사 동·서 삼층석탑
남원 실상사 동·서 삼층석탑(南原 實相寺 東·西 三層石塔)은 전북특별자치도 남원시 산내면, 실상사에 있는 남북국 시대 신라의 탑 2기이다. 1963년 1월 21일 대한민국의 보물 제37호로 지정되었다.

## 개요
실상사의 중심법당인 보광전 앞뜰에 동·서로 세워져 있는 두 탑이다. 실상사는 통일신라 흥덕왕 3년(828)에 홍척(洪陟)이 창건하였으며 풍수지리설에 의거하여, 이 곳에 절을 세우지 않으면 우리나라의 정기가 일본으로 건너간다 하여 지은 것이라 한다. 이 곳에는 3층 석탑 이외에도 석등, 묘탑, 탑비, 부도, 철조여래좌상 등이 있어 유명하다.
탑은 2층으로 된 기단(基壇) 위에 3층의 탑신(塔身)을 올린 모습으로, 동서 두 탑 모두 탑의 머리장식이 거의 완전하게 보존되어 있는 희귀한 예이다. 탑신은 몸돌과 지붕돌이 각각 하나의 돌로 만들어져 통일신라시대의 정형을 보이며, 각 층 몸돌에는 모서리마다 기둥 모양이 새겨져 있다. 지붕돌은 처마밑이 수평이며, 밑면의 받침은 4단이고, 네 귀퉁이에서 살짝 들려 있는데, 그 정도가 부드러우면서도 경쾌하다. 특히 탑의 머리장식은 원래대로 잘 보존되어 각 장식부재들이 차례대로 올려져 있다.
이와 같이 두 탑은 규모나 양식이 같아서 동시에 조성된 것임을 알 수 있으며, 대작은 아니지만 돌의 구성이 정돈되어 있는 통일신라 후기의 뛰어난 작품이라 할 수 있다.

## 사진

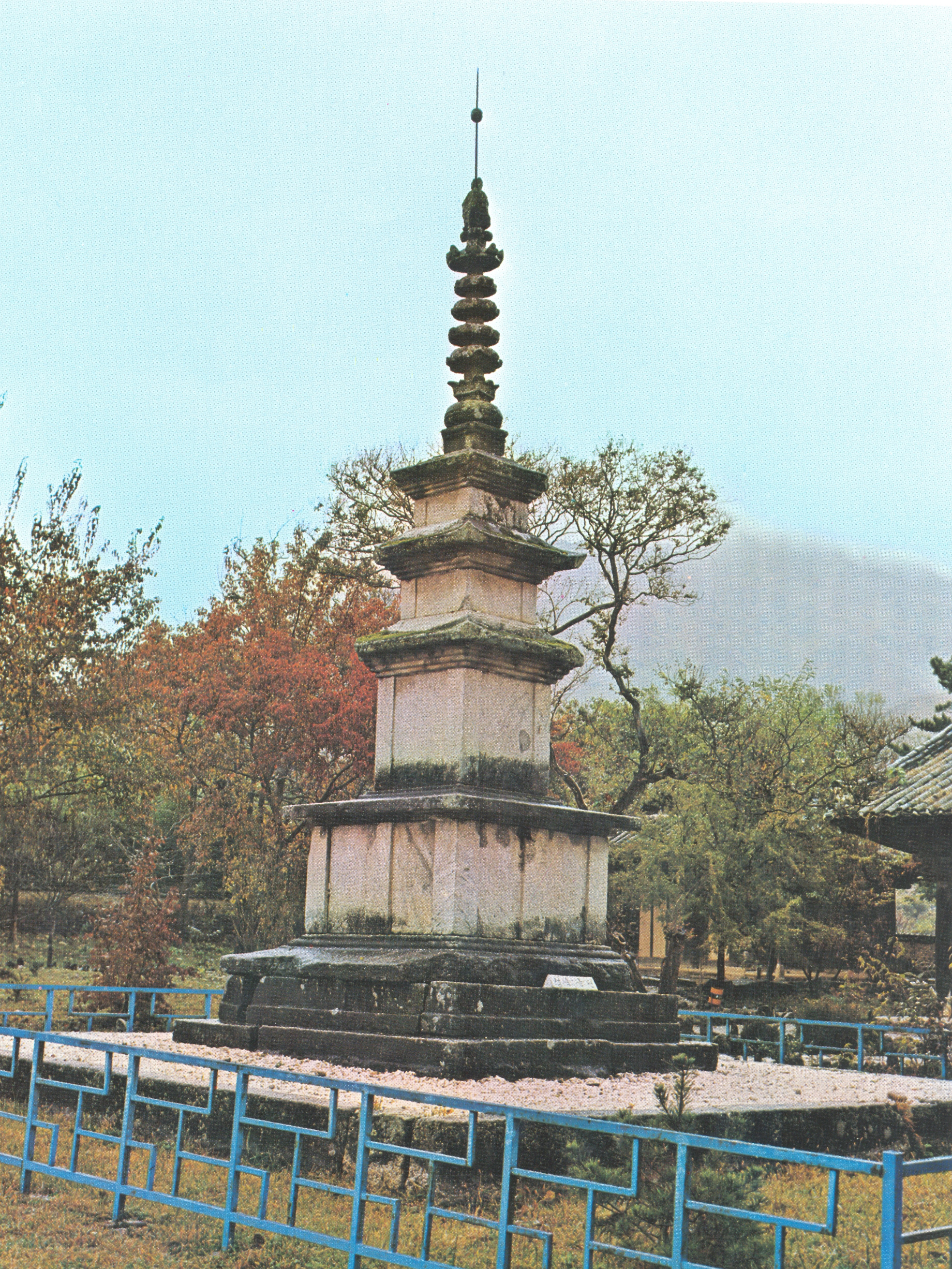
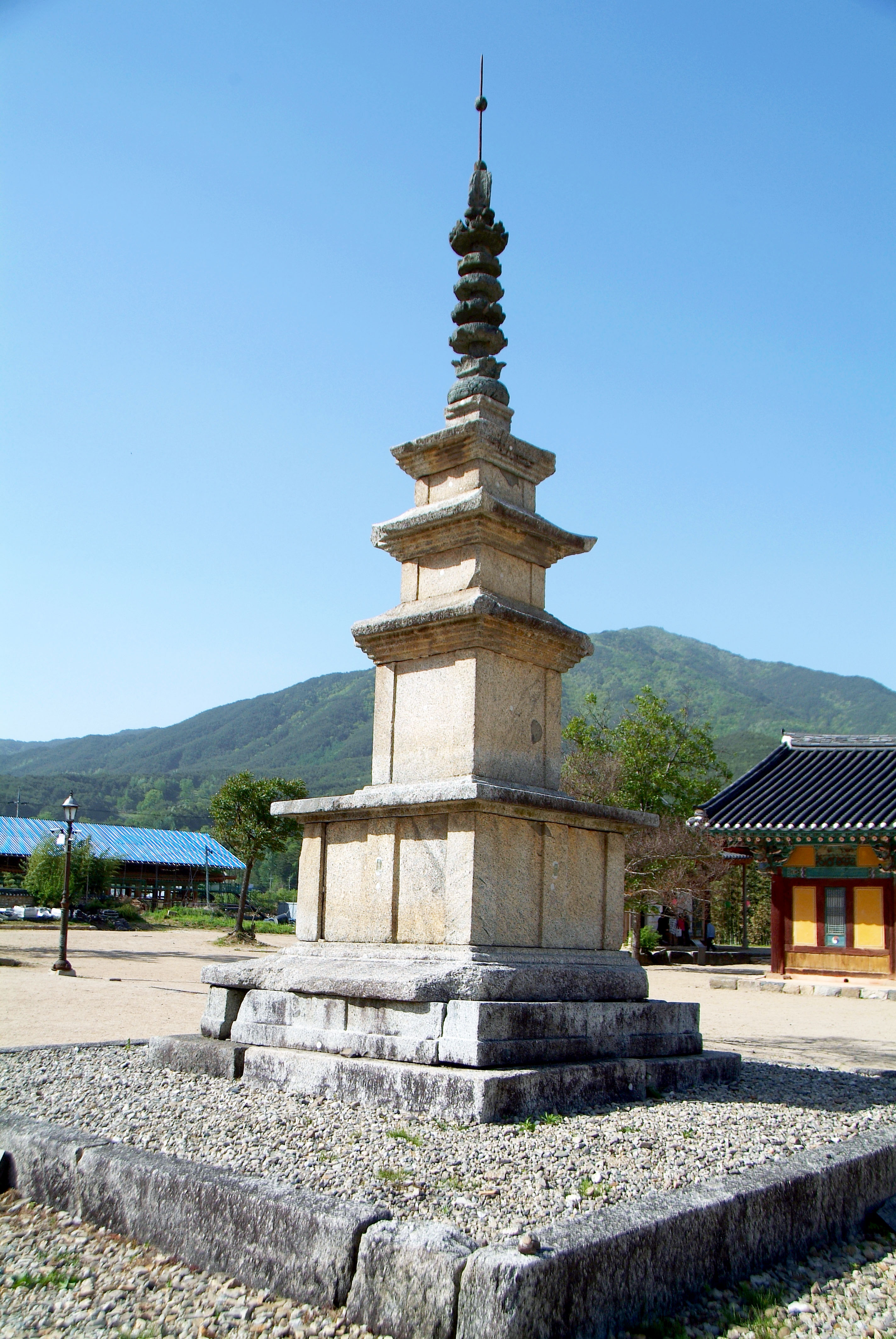
동탑
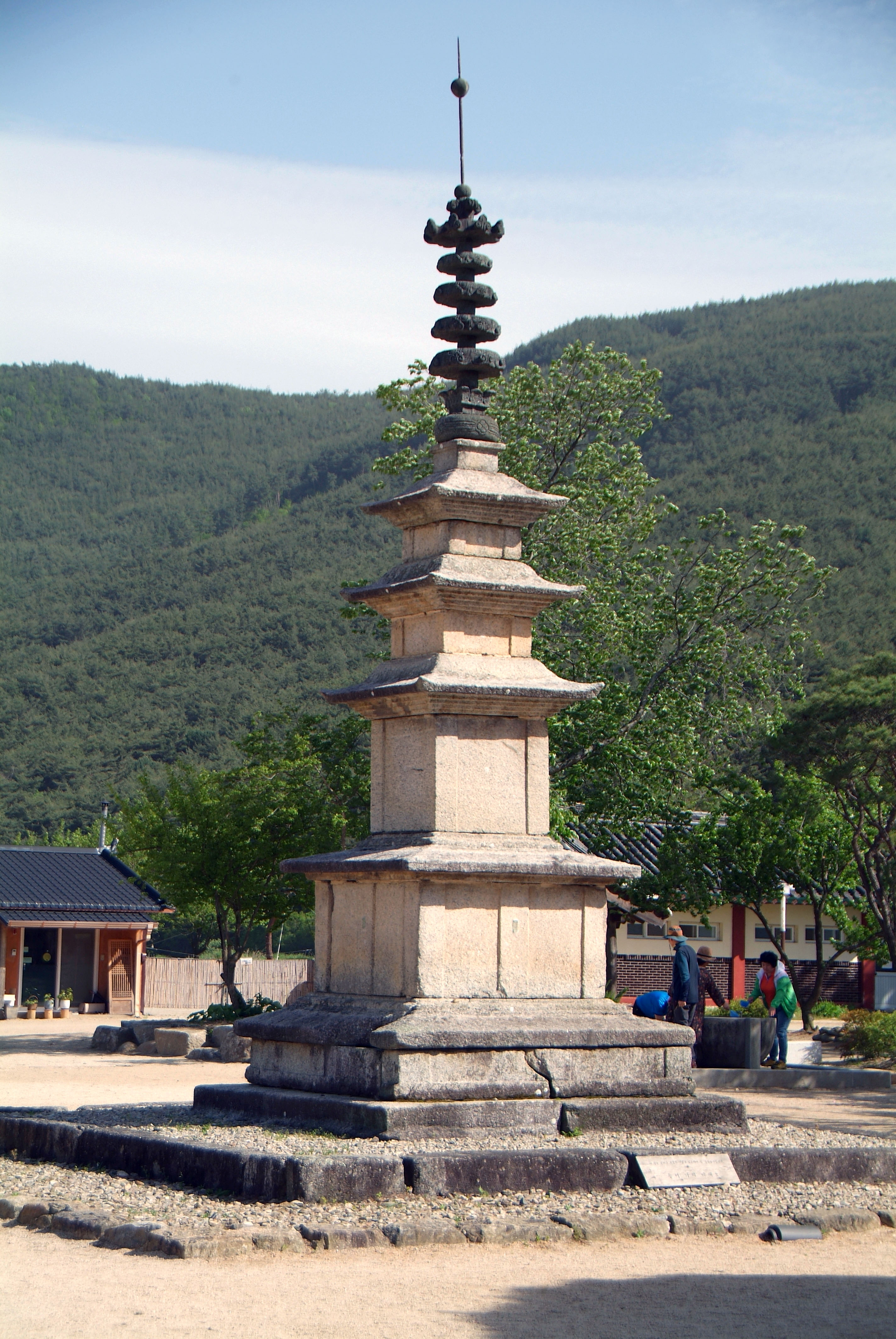
서탑

## 같이 보기
- 실상사

## 참고 자료
- 남원 실상사 동·서 삼층석탑 - 국가유산청 국가유산포털